# Forêts nationales de Huron-Manistee
Les forêts nationales Huron-Manistee (Huron-Manistee National Forests) sont deux forêts nationales distinctes, la forêt nationale Huron et la forêt nationale Manistee, réunies en 1945 à des fins d’administration et qui comprennent 3 960 km2 de terres publiques, y compris 23 km2 de zones humides, s’étendant au nord de la péninsule inférieure du Michigan. Les forêts nationales Huron-Manistee offrent des possibilités de loisirs aux visiteurs, un habitat pour les poissons et la faune et des ressources pour l'industrie locale. Le siège des forêts se trouve à Cadillac, dans le Michigan. 

## Histoire
La forêt nationale Huron a été créée en 1909 et la forêt nationale Manistee en 1938. En 1945, ils ont été regroupés administrativement, bien qu'ils ne soient pas adjacents. Huron occupe environ 44,8 % de la superficie totale, tandis que Manistee en possède environ 55,2 %. 

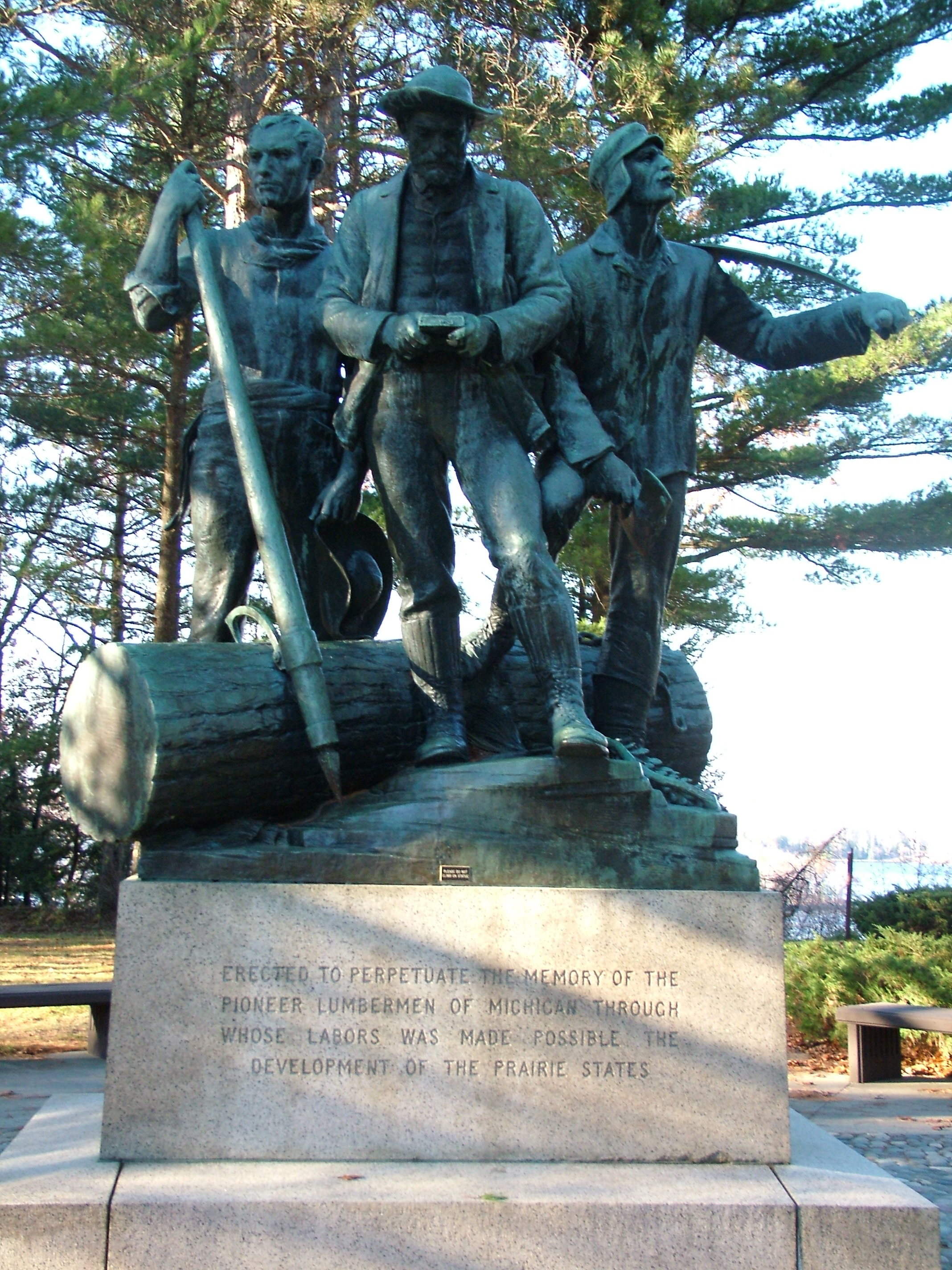
Le monument de Lumberman, dédié aux travailleurs de la première industrie forestière, est situé dans la partie orientale de la forêt, près d' Oscoda.

## Géographie
Coordonnées
Huron 44° 34′ N, 83° 59′ O 

Manistee 43° 51′ N, 85° 57′ O